# قائمة حلقات دخيلة
دخيلة (بالإنجليزية: Outlander)‏ هو مسلسل دراما ملحمي بريطاني-أمريكي مَبني على سلسلة روايات تحمل نفس العنوان لمؤلفتها ديانا غابالدون. المسلسل من تطوير رونالد دي. مور لصالح قناة ستارز وبدأ عرضه في 9 أغسطس 2014. المسلسل من بطولة كاترينا بالف بدور كلير راندال، وهي ممرضة حرب عالمية ثانية في عام 1945 ترجع بالزمن إلى إسكتلندا عام 1743، حيث تقابل محارب وسيم يدعى جايمي فريزر (سام هيوين) وتصبح متورطة في ثورة اليعاقبة. الموسم الثاني مكون من 13 حلقة بدأ عرضه في 9 أبريل 2016، وهو مبني على رواية اليعسوب في الكهرمان.
في 1 يونيو 2016، تم تجديد المسلسل إلى موسم ثالث ورابع، سيكونان مقتبسين من الروايتين الثالثة والرابعة من سلسلة دخيلة.

## نظرة عامة
onlyinclude>
| الموسم | الموسم | الحلقات | الحلقات | البث الأصلي    | البث الأصلي    |
| الموسم | الموسم | الحلقات | الحلقات | البث الأول     | البث الأخير    |
| ------ | ------ | ------- | ------- | -------------- | -------------- |
|        | 1      | 16      | 16      | 9 أغسطس 2014   | 30 مايو 2015   |
|        | 2      | 13      | 13      | 9 أبريل 2016   | 9 يوليو 2016   |
|        | 3      | 13      | 13      | 10 سبتمبر 2017 | 10 ديسمبر 2017 |
|        | 4      | 13      | 13      | 4 نوفمبر 2018  | 27 يناير 2019  |

## حلقات

### الموسم الأول (2014-2015)
| رقم الحلقة | عنوان الحلقة                                    | إخراج          | كتابة                         | تاريخ البث الأصلي | عدد المشاهدين (بالمليون) |
| --- | ----------------------------------------------- | -------------- | ----------------------------- | ----------------- | ------------------------ |
| 1 | «الإنجليزية (Sassenach)»                        | جون داهل       | رونالد دي. مور                | 9 أغسطس 2014      | 0.72                     |
| تذهب الممرضة (كلير راندال) مع زوجها (فرانك راندال) في زيارة إلى إسكتلندا للراحة وإعادة توطيد العلاقة بينهما بعد ان فرقتهما الحرب العالمية الثانية لخمس سنوات. فرانك يبحث في تاريخ عائلته، على وجه الخصوص سلفه (جوناثان ولفرتون راندال) الملقب بـ(بلاك جاك). يذهب هو وزوجته إلى قلعة قديمة علّه يجد شيئاً من آثار أجداده؛ وأثناء عودتهما يتوقفان ويختبئان خلف الحشائش لِمُشاهدة إحدى الطقوس لمجموعة ناس يؤدونها حول احجار كبيرة ثم يرجع الاثنان إلى الفندق، لكن كلير تتذكر أنها نسيت أن تقطف أزهار أعجبتها عند الاحجار فترجع إلى هناك لوحدها ثم تسمع همس صادراً عن الاحجار. فتذهب إلى أحداها وتقوم بلمسها بيدها فتقع مغشيّاً عليها بدون سابق إنذار. تستيقظ كلير لتجد نفسها مُلقاةً على الأرض؛ بعد قيامها وسيرها بضع خطوات تسمع صوت رصاصات وترى الجنود الإنجليز يطلقون النار حول المتمردين فتهرب وتجري بأقصى سرعة. وتلتقي هناك بالنقيب في الجيش البريطاني (جوناثان راندال ولفرتون) الذي يبدوا نسخة طبق الاصل عن زوجها، يحاول (ولفرتون) اغتصابها لكن أحد الإسكتلنديين ينقذ كلير ويأخذها إلى رفقائه في كوخ معزول وتتعرف فيه على شاب وسيم يدعى (جَيمي فرَيزر) يعاني من ذراع مخلوع فتعالجه كلير ثم تذهب لاحقاً معهم إلى منزلهم في قلعة "ليوخ". |                                                 |                |                               |                   |                          |
| 2 | «قلعة ليوخ (Castle Leoch)»                      | جون داهل       | رونالد دي. مور                | 16 أغسطس 2014     | 0.89                     |
| تتعرف (كلير) على (كولوم ماكنزي)، مالك القلعة، وسرعان ما تدرك أنها تحت الاشتباه في كونها جاسوسة إنكليزية. تلتقي بإمراة غامضة تدعى (جيليس دونكان)، وتشهد على فعل كريم من قبل (جَيمي) تجاه حفيدة السيدة (فيتجيبنز). بينما تتحضر (كلير) لمغادرة القلعة والرجوع إلى إينفيرنيس والأحجار الواقفة، يقرر (كولوم) إبقائها في القلعة ضد رغبتها كمعالجة لهم. |                                                 |                |                               |                   |                          |
| 3 | «طريق الخروج (The Way Out)»                     | براين كيلي     | رونالد دي. مور                | 23 أغسطس 2014     | 1.00                     |
| تأمل (كلير) عن طريق مهاراتها الطبية ان تكسب ثقة عشيرة (ماكنزي)، وحريتها في نهاية المطاف، لكنها تتمكن فقط من جعل نفسها أكثر أهمية بالنسبة لهم. تقوم (كلير) بإنقاذ الفتى ابن أخ السيدة (فيتجيبنز) من التسمم لكنها في نفس الوقت تكسب عدو جديد، وهو الأب المتعصب (باين) الذي اعلن ان الفتى مصاب بمس شيطاني. لاحقاً تقوم هي و(جَيمي) بمساعدة فتى عوقب بتهمة السرقة. أمل (كلير) في العودة إلى زمنها يتجدد عندما تسمع حكاية شعبية قديمة عن مرتحلة عبر الزمن عند الأحجار الواقفة. |                                                 |                |                               |                   |                          |
| 4 | «التجمع (The Gathering)»                        | براين كيلي     | ماثيو بي. روبرتس              | 30 أغسطس 2014     | 0.84                     |
| تخطط (كلير) للهروب خلال تجمع كبير لعشيرة (ماكنزي) في القلعة، لكن (جَيمي) يقنعها بأن الخطة ستفشل. وبينما يرافقها عائدة إلى القلعة، يجد (جَيمي) نفسه في موقف سياسي خطير مع (كولوم ماكنزي) كان يحاول تجنبه، لكنه يتمكن من إخراج نفسه من المشكلة. تكسب كلير احترام (دوجال ماكنزي) عندما تعتني برجل يحتضر أثناء الصيد، ويقرر (دوجال) أخذ (كلير) معه في رحلة لجمع الإيجار من الأراضي التابعة للعشيرة مما يُجدد أملها في الهروب. |                                                 |                |                               |                   |                          |
| 5 | «إيجار (Rent)»                                  | براين كيلي     | توني غرافيا                   | 6 سبتمبر 2014     | 0.95                     |
| تتشاجر (كلير) مع (دوغال) ورجاله أثناء رحلة جمع الإيجار، خصوصاً عندما يستخدم (دوجال) ندوب (جَيمي) الموجودة على ظهره ليحصل على مزيد من المال من القرويين. لاحقاً تدرك أنهم يجمعون المال لجيش (اليعاقبة). تحاول كلير تحذيرهم من خلال معرفتها بالتاريخ أن قضيتهم مقدر لها الفشل والكثير من رجال المرتفعات سيموتون. |                                                 |                |                               |                   |                          |
| 6 | «قائد الحامية (The Garrison Commander)»         | براين كيلي     | آيرا ستيفن بَير                | 13 سبتمبر 2014    | 1.10                     |
| تنتهي الحلقة السابقة باعتراض جنود بريطانيين لكل من دوغال وكلير، فيدعوها قائد الكتيبة بعد أن علم أنها امرأة إنجليزية إلى المركز لتتعرف على قائد الحامية. وهناك تلتقي مجدداً بـ (بلاك جاك راندل) الذي يحقق معها ويريد أن يستخرج منها كل المعلومات ويسألها أيضاً عن عشيرة (ماكنزي). تُحاول (كلير) إخراج نفسها من الورطة، ولكن ينتهي التحقيق بعدم تصديق (راندال) لها ويلكمها على بطنها، ويأمر جندياً بضربها. يدخل دوغال في تلك اللحظة ويمنعهم من ذلك. يخبره (راندل) أن يقوم بتسيلمها إلى (فورت وليام) بعد عدة أيام للقيام بمزيد من التحقيق معها. يعرض (دوجال) على (كلير) الزواج من (جَيمي) لتصبح امرأة إسكتلندية فلا يستطيع الإنجليز المطالبة بها. |                                                 |                |                               |                   |                          |
| 7 | «الزواج (The Wedding)»                          | آنا فورستر     | آن كيني                       | 20 سبتمبر 2014    | 1.23                     |
| يتزوج (جَيمي) و(كلير) لحمايتها من (بلاك جاك راندل)، ويحاولان التعرف على بعضهما أكثر لجعل اتمام الزواج أقل حرجا. ثم يدركان أنهما يكنان مشاعر لبعضهما، لكن كلير لا تزال تفكر ب(فرانك)، زوجها الذي تركته في المستقبل. |                                                 |                |                               |                   |                          |
| 8 | «كِلا الجانبين الآن (Both Sides Now)»            | آنا فورستر     | آن كيني                       | 27 سبتمبر 2014    | 1.42                     |
| في 1945، يبدأ (فرانك) بفقدان الأمل بالعثور على (كلير)، بينما هي تستمتع بزواجها الجديد من (جَيمي) في الماضي. يستعد (فرانك) أخيراً لقبول واقع أن (كلير) ضاعت منه، لكنه يجيد نفسه عن الأحجار الواقفة مرة أخرى أخيرة. تتذكر (كلير) مهمتها بالعودة إلى الإحجار قبل لحظات من رؤيتها (كريغ نا دون)، ثم تركض باتجاهها. هي تسمع صوت (فرانك) يناديها، وللحظة هو يسمع صوتها أيضاً. لكن (كلير) يتم الإمساك بها من قبل رجال (بلاك جاك راندل) قبل أن تلمس أي من الأحجار، ويغادر (فرانك) حزيناً. تحاول (كلير) مخادعة (راندل) خلال الاستجواب وتكاد تنجح لكن الأخير يقلب الطاولة عليها. فقط قبل لحظات من أن يقوم باغتصابها، يظهر (جَيمي) من النافذة. |                                                 |                |                               |                   |                          |
| 9 | «تسوية الحسابات (The Reckoning)»                | ريتشارد كلارك  | ماثيو بي. روبرت               | 4 أبريل 2015      | 1.22                     |
| ينقذ (جَيمي) (كلير)، لكن تواجهمما مشاكل زوجية. يحاول (جَيمي) تخفيف الصراع بين كولوم ودوجال الذي نشأ بسبب إنقاذ (كلير). تحاول (ليري) إغراء (جيمي) لكنها تفشل، فتضع تعويذة للحظ السيء تحت سرير (جَيمي) و(كلير). |                                                 |                |                               |                   |                          |
| 10 | «بسبب وخز إبهامي (By the Pricking of My Thumb)» | ريتشارد كلارك  | آيرا ستيفن بَير                | 11 أبريل 2015     | 0.86                     |
| تعطي (كلير) إلى (ليري) تحذيراً وتصفعها على وجهها، لكنها تتفاجئ أن التعويذة جائت بها (ليري) من (جيليس). يلتمس (جَيمي) المساعدة من دوق (ساندرينجهام) في تخليص نفسه من (بلاك جاك راندال) والمكافأة على رأسه، بينما تستعمل (كلير) معرفتها التاريخية بالدوق للحصول على نفوذ عليه لكي يساعد (جَيمي). يحزن دوغال كثيرا على وفاة زوجته بسبب المرض، لكن (جيليس) - الحاملة بطفل (دوغال) - تفرح بذلك. عندما يموت زوج (جيليس) خلال مأدبة على شرف الدوق، تدرك (كلير) أن (جيليس) قد سممته. يمنع (كولوم) (دوغال) من الاستمرار في علاقته مع (جيليس) ويقوم بنفيه بعيداً ويأمره أن يخذ (جَيمي) معه. يتم اعتقال (كلير) و(جيليس) بتهمة ممارسة السحر. |                                                 |                |                               |                   |                          |
| 11 | «علامة الشيطان (The Devil's Mark)»              | مايك باركر     | توني غرافيا                   | 18 أبريل 2015     | 1.09                     |
| تحاكم (جيليس) و(كلير) بتهمة ممارسة السحر والتي تكون عقوبتها الحرق حياً، يقدم (نيد غوين) نفسه كمحام لها ويحاول كسب الوقت. تكشف (جيليس) ل(كلير) بأنها هي الاخرى مسافرة عبر الزمن من سنة 1968. يصدر القاضي حكمه بأنهما مذنبتان، ويأمر قبل حرقهما بأن تجلدا. تجلد (كلير) عدة مرات، لكن (جَيمي) يصل لينقذها. تعترف (جيليس) بأنها ساحرة وأنها سحرت (كلير). يهرب (كلير) و(جيمي) من هناك، وتأخذ (جيليس) للمنصة لتحرق. تبوح (كلير) ل(جايمي) بكل أسرارها فيصدقها ويأخذها إلى الأحجار الواقفة لتعود لزمنها، لكن (كلير) تقرر البقاء مع (جايمي) والذهاب معه إلى (لاليبروخ). |                                                 |                |                               |                   |                          |
| 12 | «لاليبروخ (Lallybroch)»                         | مايك باركر     | آن كيني                       | 25 أبريل 2015     | 1.11                     |
| يعود (جَيمي) برفقة (كلير) إلى مسقط رأسه (لاليبروخ)، وهناك يدخل في نزاعات مع أخته قوية الإرادة (جيني) لكن (كلير) تنصحه بفعل الصواب. بعد أن يتجنب مواجهة مجموعة من الجنود البريطانيين، يتصالح (جَيمي) و(جيني). |                                                 |                |                               |                   |                          |
| 13 | «المراقبة (The Watch)»                          | متين حسين      | توني غرافيا                   | 2 مايو 2015       | 1.04                     |
| ينزل رجال المراقبة ضيوفاً على (لاليبروخ)، ويدعي (جَيمي) أنه ابن عم (جيني) خوفاً من أن يقوم المراقبون بتسليمه إلى البريطانيين بسبب الجائزة على رأسه. تدرك (كلير) أن ولادة (جيني) الوشيكة ستكون في خطر، لكن (جيني) تطلب من أن تبقي الأمر سراً. يظهر الجندي البريطاني المنشق (هوروكس) ويهدد بكشف سر (جَيمي) إذا لم يدفع له الأخير نقود. يقتل (إيان) (هوروكس). يعترف (جَيمي) بسره لقائد المراقبين (ماكواري). يوافق (جَيمي) على الانضمام لأحدى غارتهم. تلد (جيني) بنتا بينما يتعرض المراقبين إلى كمين أثناء الغارة، ويقبض الجيش على (جَيمي). |                                                 |                |                               |                   |                          |
| 14 | «البحث (The Search)»                            | متين حسين      | ماثيو بي. روبرتس              | 9 مايو 2015       | 1.08                     |
| تنطلق (كلير) و(جيني) للعثور على (جَيمي)، ويعلمان أن الأخير قد هرب من خاطفيه. يأخذ (مورتاه) (كلير) في رحلة للعثور عليه. تقتضي خطتهم بأن يعثر عليهما (جَيمي) من خلال القيام بجولة في الريف والغناء لسكانها. الاثنان يجذبان انتباه (دوغال)، الذي يخبرهما بأن (جَيمي) قد أعيد القبض عليه وتم محاكمته والآن ينتظر حكم الاعدام في سجن (وينتوورث). تعقد (كلير) صفقة مع (دوغال) وتقنع رجاله بمساعدتها على إنقاذ (جَيمي). |                                                 |                |                               |                   |                          |
| 15 | «سجن وينتوورث (Wentworth Prison)»               | آيرا ستيفن بَير | آنا فورستر                    | 16 مايو 2015      | 1.01                     |
| يضع السجانون حبل المشنقة حول رقبة (جَيمي) لكن (بلاك جاك) يصل إلى السجن قبل إعدامه بلحظات ويأمر بإيقاف الحكم ويأمر بوضع (جَيمي) في زنزانة إنفرادية. تستخدم (كلير) ذكائها لتصل هي و(مورتاه) إلى غرفة آمر السجن فتبحث عن مفاتيح السجن وخريطته لكنها تجد المفاتيح فقط. يدخل (بلاك جاك) إلى زنزانة (جَيمي) ويعرض عليه الموت الرحيم بشرط أن يمارس الجنس معه، لكن (جَيمي) يرفض ويحاول الهرب لكنه يفشل ويقوم (جاك) بضرب يد (جَيمي) بالمطرقة ثم يغادر. تتسلل (كلير) إلى داخل السجن وتتمكن من العثور على (جَيمي) فتحاول كسر قيوده لكن (بلاك جاك) يصل إليها قبل ذلك ويحاول قتلها لكن (جَيمي) يتوسل إليه أن يتوقف ويوافق على تسليم جسده له بشرط ان يدع (كلير) تذهب. يوافق (بلاك جاك) ويرمي ب(كلير) خارج السجن. ترجع إلى رفاقها وتخطر في بال (مورتاه) خطة جديدة لإنقاذ (جَيمي). |                                                 |                |                               |                   |                          |
| 16 | «لتحرير روح رَجُل (To Ransom a Man's Soul)»       | آنا فورستر     | آيرا ستيفن بَير ورونالد د. مور | 30 مايو 2015      | 0.98                     |
| تنجح خطة (مورتاه)، لكن (جَيمي) يعود محطم نفسياً وجسديا. بينما تحاول (كلير) مداواة جراحه، يتذكر (جَيمي) لحظات اغتصابه وتعذيبه النفسي على يد (بلاك جاك). تتمكن (كلير) من جعل (جَيمي) يواجه آلامه والتغلب عليها. يدرك الاثنان ان إسكتلندا اصبحت غير أمنة لهما فيقرران الإبحار إلى فرنسا برفقة (مورتاه)، حيث تأمل كلير أن تتصل هناك بتشارلز إدوارد ستيوارت وتمنع حدوث معركة كلودين الكارثية. قبل الإبحار تكشف (كلير) ل(جَيمي) أنها حامل. |                                                 |                |                               |                   |                          |

### الموسم الثاني (2016)
| رقم الحلقة الأجمالي | رقم الحلقة في الموسم | عنوان الحلقة                                          | إخراج          | كتابة                        | تاريخ البث الأصلي | عدد المشاهدين (بالمليون) |
| --- | -------------------- | ----------------------------------------------------- | -------------- | ---------------------------- | ----------------- | ------------------------ |
| 17 | 1                    | «عبر زُجاج، مظلم (Through a Glass, Darkly)»            | متين حسين      | رونالد دي. مور               | 9 أبريل 2016      | 1.46                     |
| تستيقظ كلير بجانب الأحجار الواقفة في عام 1948، وتنصدم بمعرفة أن الإسكتلندين خسروا معركة كلودن. يصل فرانك إلى المستشفى الذي ترقد فيه كلير الحزينة على جايمي. تشرح كلير له أين كانت، بما في ذلك علاقتها مع جايمي وحقيقة أنها تحمل طفله. يتفاهم الزوجين على تربية الطفل معاً والعودة لحياتهما الزوجية. تضع كلير تجربتها في الماضي خلفها، وتسافر مع فرانك للعيش في بوسطن. مع ذلك، تتذكر وصولها إلى فرنسا مع جايمي، حيث يقابلان قريب جايمي اليعقوبي جاريد فريزر. تصنع كلير عدوا لها وهو الكونت سان جيرمان. |                      |                                                       |                |                              |                   |                          |
| 18 | 2                    | «لست في إسكتلندا بعد الآن (Not in Scotland Anymore)»  | متين حسين      | آيرا ستيفن بَير               | 16 أبريل 2016     | 1.24                     |
| في 1744، يستقر كلير وجايمي في باريس، يتظاهران بالعمل لجاريد في تجارة النبيذ لكن سراً يحاولان منع حدوث التمرد اليعقوبي. يرتب جاريد لقاء بين جايمي والأمير تشارلز إدوارد ستيوارت، لكن جايمي يفشل في ردع الأمير عن خططه لأستعادة العرش الإنجليزي. تتمكن كلير من الحصول على دعوة لقصر فرساي حيث أن تأمل بلقاء لويس الرابع عشر ملك فرنسا ووزير المالية، وإحباط التمويل المحتمل للقضية اليعقوبية. يخلق آل فريزر انطباع، ويلتقون مجدداً بدوق ساندرينجهام. تنصدم كلير بمعرفة أن جاك بلاك لا يزال على قيد الحياة، وتترد في إخبار جايمي. |                      |                                                       |                |                              |                   |                          |
| 19 | 3                    | «مهن مفيدة وخداع (Useful Occupations and Deceptions)» | متين حسين      | آن كيني                      | 23 أبريل 2016     | 1.21                     |
| في الوقت الذي يواصل جيمي محاولاته لتعكير تمويل تمرد الأمير تشارلز، تتطوع كلير لقضاء بعض الوقت في مستشفى خيري تديرها راهبة تدعى الأم هلديجارد. يكتشف جايمي وكلير أن ساندرينجهام يساعد تشارلز في الحصول على أموال من نبلاء إنجليز، ويأمل جايمي في إحباط ذلك، لكن قضاء جايمي الوقت مع ساندرينجهام معناه أنه سيكتشف بلاك جاك على قيد الحياة، وكلير لا تقوى على إخباره بذلك. |                      |                                                       |                |                              |                   |                          |
| 20 | 4                    | «السيدة البيضاء (La Dame Blanche)»                    | دوغلاس ماكينون | توني غرافيا                  | 30 أبريل 2016     | 1.17                     |
| تخبر كلير جايمي أن بلاك جاك على قيد الحياة. يسعد جايمي بهذا الخبر لأن فيه فرصة له للانتقام من بلاك جاك لقتله. تتعرض كلير وماري هوكينز ومورتاه إلى هجوم من قبل ملثمين في الشارع. تشتبه كلير أن الكونت سان جيرمان وراء الهجوم. يقيم جايمي وكلير عشاء لفضح تشارلز على حقيقته أمام الدوق، أملاً في أن يتخلى الدوق عنه دعمه للأمير. |                      |                                                       |                |                              |                   |                          |
| 21 | 5                    | «إنبعاث قبل الأوان (Untimely Resurrection)»           | دوغلاس ماكينون | ريتشارد كان                  | 7 مايو 2016       | 1.13                     |
| يضع الأمير تشارلز خطة لكسب المال من أجل القضية عن طريق إدخال جايمي في تجارة مع سان جيرمان. ولكن بعد كارثة حفل عشاء، التي انتهت بالاعتقال - يرى ساندرينجهام الأمير على حقيقته المتبجح الغبي. هذا يدفعه للتساؤل عن سبب ولاء جامي للأمير وما غرضه. لتعقيد الأمور أكثر، كلير لديها الآن معركة أخرى للفوز بها وليس لديها خيار سوى تجنب مسار المستقبل من أجل وجود فرانك. تدرك أن عليها التفريق بين ماري وأليكس، لضمان أن شجرة أسلاف عائلة راندال لا تتغير. بينما يمضي كلير وجايمي في جهودهما لإيقاف التمرد، يعود فجأة بلاك جاك راندال. تتوسل كلير بجايمي أن يخمد نار الانتقام بداخله لسنة واحدة فقط حتى تلد ماري سلف فرانك. يوافق جايمي مكره على ذلك لكن ذلك يؤدي إلى توتر العلاقة بين الزوجين. |                      |                                                       |                |                              |                   |                          |
| 22 | 6                    | «أفضل الخطط الموضوعة (Best Laid Schemes)»             | متين حسين      | ماثيو بي. روبرتس             | 14 مايو 2016      | 1.03                     |
| يخبر جايمي مورتاه بالحقيقة بشأن كلير. تستخدم كلير معرفتها الطبية لإعطاء سان جيرمان الرجال أعراض تشبه تلك الجدري. يسرق جايمي ومورتاه شحنة نبيذ الكونت سان جيرمان، محطما على ما يبدوا آمال تشارلز. يضع القدر جايمي وراندل وجه لوجه، وتصل كلير لتراهما يتبارزان حتى الموت. يطعن جايمي راندل ويصل الدرك لأعتقال الرجال. تتعرض كلير إلى نزيف وتنهار. |                      |                                                       |                |                              |                   |                          |
| 23 | 7                    | «فايث (Faith)»                                        | متين حسين      | توني غرافيا                  | 21 مايو 2016      | 1.10                     |
| تولد أبنة كلير ميتة، وتكاد كلير أن تموت من الحمى. بوجود جايمي في الباستيل، تكتشف كلير أنه بارز راندل بسبب أغتصاب الأخير لفيرغوس. تسأل كلير الملك أن يطلق سراح زوجها لكنه يرغمها على تقرير مصير المشتبه بهما بتهمة ممارسة السحر، سيد ريموند وسان جيرمان. تدبر كلير خطة لأنقاذ كلا الرجلين، لكن ريموند يسمم سان جيرمان ويقتله. تسلم كلير جسدها للملك مقابل أطلاق سراح جايمي. يتصالح الزوجين ويذهبان لزيادة قبر أبنتهما فايث قبل أن يرجعا إلى إسكتلندا. |                      |                                                       |                |                              |                   |                          |
| 24 | 8                    | «عرين الثعلب (The Fox's Lair)»                        | مايك باركر     | آن كيني                      | 28 مايو 2016      | 1.06                     |
| بعد عودته إسكتلندا، يكتشف جايمي أن عليه دعم التمرد اليعقوبي الذي لا يمكن إيقافه. يذهب هو وكلير لطلب المساعدة من جده، اللورد لافوت، ويلتقيان مجدداً بكولوم وليري. يطمح كولوم إلى منع حدوث التمرد المتأكد من فشله. تطلب ليري السماح من كلير، وتوافق لاحقاً على مساعدة كلير وجايمي في التلاعب بأبن اللورد. |                      |                                                       |                |                              |                   |                          |
| 25 | 9                    | «أنا جاهز (Je Suis Prest)»                            | فيليب جون      | ماثيو بي. روبرت              | 4 يونيو 2016      | 0.94                     |
| تلتقي كلير وجايمي بأنغوس وروبرت ودوغال من جديد. بينما يحاول جايمي ومورتاه تدريب رجال لافوت، تتذكر كلير مأسي تجربتها في الحرب العالمية الثانية. لاحقاً يقبض جايمي على مستطلع بريطاني يدعى وليام غراي حاول أغتياله ويستخرج منه معلومات مهمة عن قوات الجيش البريطاني في الجوار. |                      |                                                       |                |                              |                   |                          |
| 26 | 10                   | «بريستنبانز (Prestonpans)»                            | فيليب جون      | آيرا ستيفن بَير               | 11 يونيو 2016     | 0.82                     |
| يخوض جايمي والجيش اليعقوبي أول معاركهم ضد البريطانيين في بريستنبانز. ينتصر اليعاقبة بعد مفاجئتهم للبريطانيين في الضباب، لكن أنغوس يموت متأثر بجراحه. |                      |                                                       |                |                              |                   |                          |
| 27 | 11                   | «الإنتقام من حقي (Vengeance Is Mine)»                 | مايك باركر     | ديانا غابالدون               | 18 يونيو 2016     | 0.86                     |
| عندما يحاصر البريطانيون كلير وجايمي ورفاقهم، تتظاهر كلير بأنها رهينة إنجليزية حتى يتفاوض دوغال لتأمين خروجهم. يأخذ البريطانيين كلير إلى قصر ساندرينجهام وتقابله هناك مع حفيدته ماري هوكينز. تتعرف كلير على دانتون، خادم ساندرينجهام، بأنه الذي اغتصب ماري في باريس. ويكشف ساندرينجهام عن خطته في كسب ود الملك مجدداً من خلال إغراء جايمي بالقدوم إلى القصر لأنقاذ كلير، ثم تسليم كلاهما إلى البريطانيين. يتم تحذير جامي ومورتاه من الفخ، فيتسلل الأثنان إلى القصر. تقتل ماري دانتون، ويقطع مورتاه رأس ساندرينجهام وفاء بوعده الذي قطعه لماري وكلير بالانتقام لهما. |                      |                                                       |                |                              |                   |                          |
| 28 | 12                   | «المحاولة البائسة (The Hail Mary)»                    | فيليب جون      | آن كيني وآيرا ستيفن بَير      | 25 يونيو 2016     | 1.05                     |
| يحاول جايمي تجنب معركة كولودن من خلال ضربة استباقية ضد البريطانيين. تجد كلير نفسها تحاول إقناع بلاك جاك راندل أن يتزوج ماري، التي هي حامل بطفل أليكس، والذي هو يحتضر بسبب مرضه. بدوره يحتضر كولوم بسبب مرضه فيطلب من كلير إنهاء حياته دون ألم. قبل أن تفعل ذلك، يخبرها بأن غيليس لم تحرق إلا بعد أن ولدت طفلها، وتبنت عشيرة ماكينزي الطفل. |                      |                                                       |                |                              |                   |                          |
| 29 | 13                   | «يعسوب في الكهرمان (Dragonfly in Amber)»              | فيليب جون      | توني غرافيا وماثيو بي. روبرت | 2 يوليو 2016      | 1.15                     |
| في عام 1968، تحضر كلير، التي أصبح عمرها 50 عام وابنتها بريانا، جنازة القس ويكفيلد في إنفرنيس. هناك يقابلان أبنه المتبنى، روجر، والذي أصبح بالغ. خلال بحثها في أغراض القس تتكشف بريانا أن والدتها أختفت لثلاثة سنوات وأنها قد تكون أبنة علاقة غرامية. تواجه بريانا والدتها بالاكتشاف فتضطر كلير لأخبارها عن والدها جايمي وسفرها عبر الزمن. ترفض بريانا تصديق والدتها. تقابل بريانا الناشطة المؤيدة لاستقلال إسكتلندا، جيليان ادجارس، والتي لاحقاً تتعرف عليها كلير بأنها غيليس دنكان قبل أن ترجع بالزمن. في عام 1746، يحل يوم معركة كولودن فيقرر جايمي وكلير تسميم الأمير لمنع حدوثها، يستمع دوغال لكلامهما مصادفة فيحاول قتل جايمي على أنها خائن، لكن جايمي هو الذي يقتله. يهرب جايمي وكلير إلى كريغ نادون ويعلم أن كلير حامل ويطلب منها أن ترجع لزمنها لأنقاذ نفسها والجنين. في عام 1968، تصر كلير على أن روجر هو سليل طفل دوغال وغيليس. لمنع حدوث موتها، يحاول كلير وبريانا وروجر إيقاف غيليس من السفر عبر الزمن. يصل الثلاثة متأخرين، لكنهم يشهدون لحظة أختفاء غليس عبر الأحجار، فتصدق بريانا كلام أمها. يكشف روجر لكلير أن جايمي لم يمت في كولودن. عندئذ تقرر كلير الرجوع له. |                      |                                                       |                |                              |                   |                          |